# Austrijski šiling
 Ovo je glavno značenje pojma Austrijski šiling. Za ostale novčane jedinice pogledajte Šiling.
Austrijski šiling (njem. Österreichischer Schilling, ISO-kôd: ATS), bivša novčana jedinica Austrije, prvotno u optjecaju u razdoblju od 1925. do 1938., te ponovo od 1945. do 2002. Označavao se simbolom S ili öS,  a dijelio se na 100 groša. Bio je konvertibilan i od 1976. vezan za (zapadno-)njemačku marku. Zbog svoje stabilnosti nosio je nadimak »Alpski dolar«.

## Povijest
Austrijski šiling je uveden 1945. godine, a zamijenjen je eurom 2002. u omjeru 1 euro = 13,7603 šilinga.
U optjecaju su bile kovanice od 1, 2, 5, 10 i 50 groša, te 1, 5, 10, 20 i 50 šilinga, i novčanice od 20, 50, 100, 500, 1000 i 5000 šilinga.

## Vanjske poveznice
Mrežne stranice austrijske nacionalne banke
- (njem.) Slike novčanica šilinga iz razdoblja od 1925. do 1938., oenb.at
- (njem.) Slike novčanica šilinga iz razdoblja od 1945. do 2002., oenb.at
- (njem.) Popis kovanog novca šilinga, oenb.at